# Liste der Landeshauptleute Tirols
Die Liste der Landeshauptleute Tirols zeigt die Tiroler Funktionsträger vom 14. Jahrhundert bis heute auf.
Diese Liste behandelt die Personen, die an der Spitze der Landesverwaltung bzw. -regierung standen, d. h. im Rang gleich nach dem Herrscher (Landesfürsten) kamen, oder Chef der jeweiligen Behörde waren. Der Name und die jeweilige Aufgabe bzw. Befugnis wechselte: Burggraf (nur für Hoheitsbereich der Burg Tirol, heute Burggrafenamt), (Landes-)Hauptmann mit militärischen, juristischen und tlw. auch finanztechnischen Aufgaben, Gouverneur, Statthalter, bayrische Hofkommissare, Landeshauptmann (zeitweise nur als Stellvertreter des Landeschefs), Gauleiter/Reichsstatthalter, Hochkommissare (nach 1945) und Landeshauptmann (der Republik Österreich).
Der Landeshauptmann (LH) war ursprünglich ein landesfürstlicher Funktionsträger, dem erst allmählich Aufgaben innerhalb der Tiroler Landstände zuwuchsen. Der erste Landeshauptmann als Stellvertreter des Landesfürsten wurde 1314 und 1316 von Herzog Heinrich von Kärnten eingesetzt. Aber erst Ludwig der Brandenburger schuf um 1340 die Institution Landeshauptmannschaft. Unter Rudolf IV. verlor der „Hauptmann unserer Grafschaft zu Tirol, des Landes an der Etsch und im Inntal“ die Leitung der Finanzverwaltung.
Bereits zu Beginn des 14. Jahrhunderts lässt sich das Amt des Hauptmanns an der Etsch nachweisen, der später auch die Funktion eines Burggrafen von Tirol übernehmen sollte. Die Hauptaufgaben waren die Vertretung des Landesherren bei dessen Abwesenheit und die militärische Führung der Landesverteidigung. Der Sitz blieb lange Zeit in Bozen, erst ab ca. 1720 war es Innsbruck, der Stellvertreter blieb weiterhin in Bozen. Nachdem Tirol endgültig zu Österreich gekommen war, wurde die Reformen analog zu allen anderen Ländern des Habsburgerreiches durchgeführt. So war von 1774 bis 1860 der Gouverneur bzw. Statthalter zugleich Landeshauptmann. Ab 1860/61 war der Landeshauptmann Vorsitzender des Landtages und zugleich Mitglied und Chef des Tiroler Landesausschusses.
Die Aufstellung folgt, mit Korrekturen, P. Justinian Ladurner, Die Landeshauptleute von Tirol (1865).
Zu Südtirol (nach 1945) siehe: Liste der Landeshauptleute Südtirols

## Burggrafen von Tirol
Das Amt des Burggrafen von Tirol beginnt unter Graf Albert II. von Tirol mit einem 1163 und 1183 genannten Chunradus prefectus urbis de Tyrolis. Ein burggravius noster ist 1233 in einem Dokument Graf Alberts III. bezeugt. Seine Aufgaben bezogen sich auf die Verwaltung des Steuerwesens, die Ausübung des Richteramtes und der politischen Verwaltung in dem Sprengel der Burg Tirol und des zugehörigen Landgerichtes Meran. Er stand dem Residenzschloss der regierenden Grafen von Tirol vor. Den Burggrafen fiel bisweilen auch der Titel eines Hauptmannes von Tirol zu, so wird Petermann von Schenna in seiner Ernennungsurkunde als „hauptmann und purggraf zu Tyrol“ bezeichnet.

## Hauptmänner, Hauptleute und Burggrafen 1257–1341
Hauptmänner, Hauptleute und Burggrafen unter den Meinhardinern 1257–1335 (bzw. 1361) und dem Luxemburger 1335–1341
Als Burggrafen sind seit der Regierungszeit von Meinhard II. nachgewiesen
- Jakob 1290
- Konrad Gandner 1292
- Bertold Gruber 1303
- Ulrich von Cordo (auch: Coredo) 1314; war 1289/1300 capitaneus tridentinus[3][4]
- Albert/Albrecht von Camian (und Forst) († 1335/36), 1324, unehelicher Sohn Graf Meinhards II.
- Heinrich von Annenberg 1325 (= Heinrich von Partschins, Heinrich vom Thurm zu Meran und Partschins, Heinrich Tolde von Meran) (→ Schloss Annenberg)
- Konrad Arberger 1330
- Volkmar von Burgstall 1330–1340
- Konrad von Schenna 1341, auch Landeshauptmann
- Petermann von Schenna († 1369), 1346–1369, auch (Landes)hauptmann
- Hans von Starkenberg 1370, Verwalter
- Ulrich Magnus/Magus, Ritter 1372[5][6]
- Heinrich der Friedinger 1380–1388
- Johann der Jedenspeuger (Jedenspeigen), auch Idunspeugen 1388–1394
- Siegmund von Flednitz/Fladnitz 1396
- Friedrich von Flednitz/Fladnitz 1402, (derselbe wohl 1408–1412 Landeshauptmann der Steiermark)
- Michael von Wolkenstein 1406
- Ekkehard von Villanders 1411
- Georg von Villanders 1412
- Konrad Hartenfelder 1415
- Hans von Königsberg 1420–1432
- Konrad Hartenfelder 1434
- Ulrich von Weißpriach 1437
- Wolfart Fuchs 1443
- Parzival von Annenberg 1447, auch Landeshauptmann
- Graf Eberhard von Kirchberg 1457
- Christoph Botsch 1460, auch Landeshauptmann

Seit Christoph Botsch ist das Amt des Burggrafen mit dem des Hauptmanns an der Etsch bzw. dem Amt des Landeshauptmanns verbunden. Seit dieser Zeit wird das Amt des Burggrafen nicht mehr persönlich geführt, sondern es wird ein Unterhauptmann auf Schloss Tirol als ständiger Vertreter eingesetzt.

## Hauptmänner, Hauptleute und Burggrafen der Grafschaft Tirol (1341 bis 1363)
Hauptmänner, Hauptleute und Burggrafen unter den Wittelsbachern 1341–1363.
- Konrad von Schenna, Oktober 1343 als Landeshauptmann und Burggraf von Tirol genannt – St. Valentin 14. Februar 1346
- Engelmar von Villanders, 1346 – April 1347, nach Aufstand abgesetzt und hingerichtet[7]
- Konrad IV. Herzog von Teck 16. Mai 1348 – 4. September 1352 (von schwäbischen Adeligen ermordet), siehe Stammliste[8]
- Petermann von Schenna, 21. November 1352 hauptmann und purgraf zu Tyrol, s. Burg Schlossberg (Seefeld in Tirol), nur Burggraf auf Schloss Tirol
- Albrecht von Wolfstein, 3. Februar 1353 – 10. Dezember 1354 und noch länger?
- Heinrich von Bopfingen, 1354 – 1359/60
- Konrad II. von Fraunberg Conrad von Frauenberg, 6. November 1359 – September 1361? Landeshauptmann und Burggraf
- Ulrich IV. Vogt von Matsch (1349–1402), Diepolt Häl und Heinrich von Bopfingen, 1362 Hauptleute und Pfleger der Herrschaft zu Tirol,
Häl und Bopfingen werden abberufen und
- Heinrich von Rottenburg 1. Juni 1362 ernannt, gemeinsam mit
- Ulrich IV. Vogt von Matsch (Ulrich der Jüngere) am 1. Juni 1362 ernannt, am 30. Januar 1363 von Margarete Maultasch bestätigt – im September 1363 von Rudolf IV. abgesetzt, → Matsch[9]

### Stellvertreter (1341 bis 1363)
- Friedrich Mautner, aus Bayern, Verwalter vor 1346
- Swicker von Gundelfingen, aus Bayern, Verwalter vor 1346
- Ludwig auf dem Stein, 30. April 1349 – 1350, als Verwalter (Vertreter?) (nach Burg Stein in Baden im Aargau)
- Marquart der Lotterbeck, ab 27. März 1350 als Vertreter für Ludwig auf dem Stein, wenn dieser abwesend war

## Landeshauptmänner und Burggrafen der Grafschaft Tirol (1363 bis 1490) (habsburgisch)
Grafen von Tirol und Regenten des österreichischen Teillandes Tirol/„Oberösterreich“ (nicht das heutige, das war Österreich ob der Enns)
- Berchtold von Gufidaun, 13. Dezember 1363 – 28. August 1371
- Heidenreich von Meissau[10] 1367 und 1368 als LH genannt; ab 1356 Oberster Schenk von Österreich; 1368–1376 und wieder 1378–80/81 Landmarschall von Niederösterreich
- Rudolph IV. Graf von Habsburg-Laufenburg, Freitag vor Urbani 1373 genannt[A 1]
- Heinrich V. von Rottenburg, s. Rottenburg 24. Februar 1374 – 1400
- Heinrich VI. von Rottenburg, 1400 – mindestens 6. April 1404
- Peter von Spaur, Michaeli 29. September 1404 – 2. Mai 1406
- Heinrich VI. von Rottenburg 20. September 1406 – 28. Januar 1408
- Leonhard von Lebenberg, St. Luzia 13. Dezember 1408 – 27. Dezember 1409
- Heinrich VI. von Rottenburg (2. Amtszeit) 3. März 1409 – April 1409
- Ulrich VII. Vogt von Matsch (1396–1431), Lorenzi 1410 – September 1411
- Peter von Spaur 10. Januar 1412 – 6. Mai 1416
- Wilhelm Vogt von Matsch, Graf zu Kirchberg, 29. September 1417 – 25. April 1428[A 2][11]
- Ulrich VII. Vogt von Matsch, der jüngere Graf zu Kirchberg, 8. Mai 1429[A 3] – 1431
- Ulrich VIII. Vogt von Matsch (1396–1461), Landeshauptmann von Tirol 1431 – 1448, 1446–1448 zugleich Hofmeister
- Percival/Parzival von Annenberg, 15. April 1449 – mindestens 31. Mai 1456[12], LH und Burggraf zu Tirol
- Oswald Sebner von Reifenstein, 29. September 1457[A 4] – 1. Mai 1460 abgesetzt; vorher seit April 1449 Verweser des LH
- Christoph Botsch, 18. Juli 1460 – ca. 10. März 1471[A 5], LH und Burggraf von Tirol

Von nun an sind alle Landeshauptleute zugleich auch Burggrafen zu Tirol.
- Ulrich IX. Graf von Kirchberg und Matsch (1419–1489), um 10. März 1471[A 6] – 1476/1475?
- Christoph Botsch (2. Amtszeit), März 1476[13] – 4. Juli 1478[A 7]
- Vogt von Matsch Gaudenz, Graf zu Kirchberg (um 1436–1504), 30. Juni 1478 – 18. April 1482 abgesetzt
- Jörg Häl von Maienburg (?–19. Juli 1483), 1482 – 19. Juli 1478
- Degen Fuchs von Fuchsberg St. Lucientag 13. Dez. 1483 – ?, wenige Monate
- Victor von Thun († 15. August 1487), 6. September 1484[A 8] – 4. Mai 1486[A 9] oder 15. August 1487[A 10] Verwalter?

### Stellvertreter (1363 bis 1490)
- Jörg von Annenberg, April 1409? – 1410, LH-Verwalter
- Franz von Greifenstein, Juni 1420 genannt, Stellvertreter
- Oswald Sebner von Reifenstein, 16. April 1456 bis Michaeli 29. September 1457 Verweser des LH, dann wirkl. LH
- Hans von Annenberg, 1470 als Verwalter
- Jörg von Annenberg, St. Ulrich 1475 – April 1476, als Verwalter, s. Schloss Annenberg
- Burkart von Knöringen, Mai 1478? bis 1478[A 11] als Verwalter
- Hans von Griesingen (Hans Griesinger), Pfleger zu Kastelbell, Januar 1479[14] – Mai? 1482[A 12], als Verweser, abgesetzt
- Jörg von Annenberg (2. Amtszeit), 19. Juli 1483 – Freitag nach St. Lucientag 1483, zum zweiten Mal als Verwalter
- Jörg von Annenberg (3. Amtszeit), Mai/Juni 1483[A 13] – 1484, zum dritten Mal als Verwalter

## Landeshauptmänner der (Gefürsteten) Grafschaft Tirol (1490 bis 1748)
In manchen Fällen, wie bei Leonhard von Fels oder Johann III. von Trautson kam es zu einer Teilung in den „nominellen“ Landeshauptmann, den ein wirklicher Landeshauptmann vertrat. 

### Landeshauptmann der (Gefürsteten) Grafschaft Tirol (1490 bis 1618)
- Nicolaus von Firmian (Nicolaus, Herr zu Firmian) 1. Juli 1488 – Michaeli 29. September 1498, hat sich wegen Geschäften oft vertreten lassen
- Leonhard von Fels (Vels, Völs), 29. September 1498 – 1530, 1498 ernannt, Jänner 1499 angetreten
- Leonhard von Fels der jüngere († 9. Dezember 1545), 1. Februar 1532 – September 1545, LH mehr Ehrentitel, Obrist, ab 1535 General in Ungarn
- Georg Freiherr von Firmian († 11. Jänner 1540), 1532 – 11. Januar 1540 als wirklicher Landeshauptmann
- Hans Jacob Freiherr von Fels (Vels, Völs) († 25. Februar 1551), 9. Dezember 1545 – 25. Februar 1551; vorher 1542–1545 Verwalter
- Johann III. von Trautson (Hans), Freiherrn zu Sprechenstein und Schrofenstein (um 1507–29. Dezember 1589) 8. März 1551 – 29. Dezember 1589, mehr Ehrentitel, ihm wurde vom Kaiser erlaubt, einen adeligen Vertreter zu suchen
- Wilhelm Freiherr von Wolkenstein, 1562 – ? wirklicher Landeshauptmann[15]
- Jacob von Pairsberg, 1569 – 1570; davor Vertreter (Aug. 1562 – Dez. 1565), später nochmals
- Lucas Römer, Deutschordens-Landkomtur, Freiherr zu Marötsch und Maienburg, 1571 – Februar 1582, LH
- Franz Hendl von Goldrain († 1592), Februar 1590 (nach dem Tod von Hans Trautson) – Februar 1592 s. Schloss Goldrain; vorher ab Dez. 1582 Verwalter
- Hans Jacob Khuen von Belasy (Belasi) zu Liechtenberg und Gandegg, († Ende 1607) April 1592 – Ende 1607.

### Stellvertreter (1490 bis 1618)
- Vigil von Marötsch, 5. Juli 1488 genannt
- Sigmund Pamkircher, 7. Januar 1489 genannt
- Paul Schurf, Juni 1490, seit 1495 ständiger Vertreter, da Nicolaus von Firmian Hofmeister der röm. Königin wurde
- Gaudenz Botsch, 1498, 1502, 1505
- Ciprian von Niderthor, 1501, 1502, Vertreter
- Georg Freiherrn von Firmian, Verweser 20. Dezember 1530
- Wilhelm von Liechtenstein zu Carneid, Verwalter Sonntag Judica 1531 s. Liechtenstein-Kastelkorn
- Wilhelm von Liechtenstein, Januar 1540 – 16. April 1542, Verweser
- Hans Jacob Freiherr von Vels, 16. April 1542 – 9. Dezember 1545 Verwalter, dann wirkl. LH bis Februar 1551
- Simon Botsch, 27. Juli 1551 – mindestens 7. Januar 1562, Vertreter
- Jacob von Pairsberg, 2. August 1562 – Dezember 1565 Vertreter, später nochmals; dann 1569–1570 wirkl. LH
- Franz Hendl von Goldrain († 1592), Dezember 1582 – Februar 1590 Verwalter, erst nach Tod von Hans Trautson wirkl. LH
- Ferdinand von Khiebach, 1607 – 13. September 1610 Verwalter

### Landeshauptmann der (Gefürsteten) Grafschaft Tirol (1619 bis 1748)
- Jakob Andrä Freiherr von Brandis (1569–1629), 12. November 1606 ernannt, 13. September 1610 installiert – 7. Juli 1628
- Hans Freiherr von Wolkenstein-Rodenegg, 1. September 1628 – 1636?
- Dominicus Vigil Graf von Spaur und Valör (1598–1647), 6. April 1636 – 1647
- Veit Benno Graf von Brandis, Freiherr von Leonburg und Vorst (1606–1662), 5. April 1647 – 1651
- Anton Girardi von Castell, Freiherr zum Stein am Calliano (1602–1660), 1651 – 20. November 1660
- Johann Dominicus Graf von Wolkenstein-Trostburg (1620–1675), 21. Januar 1661 – 25. März 1675; vorher 1652 und Okt. 1654 Verwalter,
- Johann Georg Graf von Künigl zu Ehrenburg (1628–1697), 13. März 1676 – 1695; März 1675 Verwalter, Nachfolger war sein Sohn
- Sebastian Johann Georg Graf von Künigl, Graf von Ehrenburg (1663–1739), 1. Juni 1695? – Mai 1739 (46 Jahre LH)
- Paris Caspar Dominicus Graf von Wolkenstein-Trostburg[16] (1696–1774), Mai 1739 – 6. Februar (bei worldstatesmen) oder 11. März 1774?

### Stellvertreter (1619 bis 1748)
- Ehrenreich von Trautmannsdorf, 1622 – ? Verwalter (auf Wunsch von Frhr. von Brandis)
- Hans Victor von Kässler, 1628 Verwalter
- Andre Wilhelm von Boimont zu Pairsberg und Schwanburg, Juli 1647 – November 1651?, Verwalter
- Johann Dominicus Graf von Wolkenstein-Trostburg, 1652 und Oktober 1654 Verwalter; dann LH Jänner 1661–März 1675
- Johann Christoph von Boimont zu Pairsberg, 1665, 1670, 1671 Verwalter
- Johann Georg Künigl, Graf von Ehrenburg, 30. März 1675 – 13. März 1676 Verwalter, dann wirkl. LH März 1676–1695
- Veit Dominicus Graf von Wolkenstein-Trostburg, September 1702
- Andre Wilhelm Graf von Brandis, Mai und Juli 1706
- Franz Xaver Maximilian Graf von Khuen, September 1721

## Gouverneur und Landeshauptmann der (Gefürsteten) Grafschaft Tirol (1748 bis 1806)
Ab 1748 setzte Maria Theresia grundlegende Reformen zur Zurückdrängung der Stände, indem sie eine Rektifikations-Deputation einsetzte. Sie installierte die Landesregierung als Repräsentation und Kammer (Trennung von Verwaltung und Justiz, in diese Zeit fällt auch die Schaffung von Kreisämtern) mit einem Präsidenten als Leiter. Der Landeshauptmann war nur mehr Leiter des Justizkollegiums. 1754 kehrte man zum System der Landeshauptmannschaft zurück.
- Paris Caspar Dominicus Graf von Wolkenstein-Trostburg (1696–1774), Mai 1739 – 6. Februar (bei worldstatesmen) oder 11. März 1774?
- Johann Gottfried Graf Heister (1718–1800), 6. Februar 1774 – 7. Januar 1787
- Wenzl Graf Sauer von und zu Ankenstein, Freiherr von Kosiak (1742–1799), 7. Januar 1787 – 17. August 1790
- Franz Joseph Graf von Lodron-Laterano (1745–1791), 1790 – 15. März 1791
- Joseph? Graf Spaur (1724–1793), 17. August 1791 – 23. September 1793 (Johann Nepomuk  bei worldstatesmen)
- Paris Graf von Wolkenstein-Rodenegg (1740–1814), 1793 – 11. Februar 1806

### Gouverneur
- Ferdinand von Bissingen-Nippenburg (1749–1831), 21. Februar 1797 – 31. Dezember 1802
- Johann Graf und Landgraf zu Brandis, Freiherr von Leonburg (1751–1812), 1. Januar 1803 – 11. Februar 1806

### Stellvertreter
- Paris Graf von Wolkenstein Rodenegg (1740–1814), 9. November 1774 LH-Verwalter in Bozen
- Johann Franz von Strobl zu Stein (1738–1807), 3. November 1805 – 11. Februar 1806

## Bayerische Besatzungszeit (1806 bis 1814)
Im Frieden von Pressburg vom 26. Dezember 1805 musste Österreich u. a. die Grafschaft Tirol und Vorarlberg an das Kurfürstentum bzw. das spätere (ab 1806) Königreich Bayern abtreten. Nachdem die militärische Besetzung seit Anfang Dezember 1805 begonnen hatte, ergriff Bayern im Jänner 1806 offiziell Besitz über diese zugesprochenen Gebiete und am 11. Februar 1806 erfolgte die Übergabe der Zivilverwaltung durch den französischen Kommissar Villemanzy (und nicht durch den bisherigen Gouverneur von Tirol, Graf Johann Brandis) in Innsbruck.
Das Landesgubernium amtierte vorerst unter der geänderten Bezeichnung „königlich-bayerisch“ weiter. Der Titel des übersandten „Hofkommissärs“ Carl Graf von Arco wechselte nach wenigen Wochen in „Generallandeskommissär“ und um ihn herum wurde ein eigenes „Generallandeskommsissariat“ aufgebaut, dem die eigentliche Provinzverwaltung unterstand.
Vorarlberg war mit Wirkung vom 26. April 1806 von Tirol abgetrennt und der Provinz Schwaben unterstellt worden und blieb bis zur Wiedervereinigung mit Österreich administrativ von Tirol getrennt. Für Finanzangelegenheiten fungierte das Generallandeskommsissariat seit 26. Juli 1806 als sogenanntes „Provinz-Etats-Curatel“, eine Vorstufe für die ab 1. Oktober 1808 amtierende „Finanzlandesdirektion des Inn-, Eisack- und Etschkreises“.
In Folge der am 1. Mai 1808 von König Max Joseph erlassenen „Constitution für das Königreich Baiern“ wurden durch eine „Allerhöchste Verordnung“ vom 21. Juni 1808 in Tirol der Innkreis, Eisackkreis und Etschkreis geschaffen. Kreishauptstädte waren Innsbruck, Bruneck und Trient. Die politisch-administrative Leitung jedes Kreises wurde durch ein „Generalkommissariat“ und die Führung der Finanzgeschäfte durch eine „Finanzdirektion“ übernommen. Das Generallandeskommissariat für die Provinz Tirol und das Gubernium in Innsbruck wurden aufgelöst. Diese neue Kreisverfassung trat am 1. Oktober 1808 in Kraft. Damit hatte Tirol auch als eigenständisches Land zu existieren aufgehört und es wurde nur mehr von den drei Kreisen in „Südbayern“ gesprochen.
Nach der Niederwerfung des Tiroler Volksaufstandes von 1809 und dem Friedensvertrag von Schönbrunn vom 14. Oktober 1809 wurde Tirol auf Anordnung von Napoleon geteilt, Bayern durfte Nordtirol, den Vinschgau und das obere Eisack- und Pustertal behalten, der südliche Landesteil mit Bozen, Buchenstein, Ampezzo und Toblach musste an das Königreich Italien abgetreten werden, Osttirol und Innichen kamen an das Königreich Frankreich, das diese zu seinen „Illyrischen Provinzen“ hinzufügte. In Folge dieser Gebietsverluste für Bayern wurden am 23. September 1810 (Inkrafttreten 2. November 1810) die verbliebenen Tiroler Gebiete dem Innkreis zugeschlagen. Das ehemals salzburgische Zillertal kam noch hinzu, ebenfalls die Gebiete im Landgericht Werdenfels (Garmisch, Partenkirchen, Mittenwald).
Nach dem Sieg über Napoleon und bereits vor seiner Abdankung am 12. April 1814 kam Tirol am 3. Juni 1814 wieder zu Österreich. Bereits am 1. Januar 1813 war die Einnahme des gesamten italienischen Teils von Tirol durch österreichische Truppen abgeschlossen. Auch damals wurde entschieden, die vorgefundenen Einrichtungen bis auf weiteres zu belassen. Ein „k.k. provis. Generalkommissariat des Innkreises“ residierte bis Ende 1815 in Innsbruck.

### Bayrische Verwaltung (1806 bis 1813/1814)
Angaben zur Bayrischen Verwaltung laut worldstatesman.org. (Ende der bayerischen Herrschaft war am 26. Juni 1814)
- Karl Maria Rupert Graf Arco (1769–1856), 11. Februar 1806 – 30. September 1808 als bayr. Hofkommissär, leitete die Verwaltung

ab 1808 drei Kreise: genannt nach Etsch, Eisack und Inn
Bayr. General-Kommissär des Innkreises (Sitz Innsbruck)
- Maximilian Graf zu Lodron (1757–1823), 30. August 1808 – 12. April 1809, im April 1809 von den Tirolern gefangen genommen und deportiert, danach Generalkommissar des Regenkreises
- Maximilian Emanuel von Lerchenfeld (1778–1843), 1. November 1810 – 25. Juni 1814
- Heinrich Freiherr von Hettersdorf, ?Dezember 1813 – ?November 1814, Vertreter Lerchenfelds und Inhaber der Amtsgeschäfte von Dezember 1813 bis November 1814

Bayr. General-Kommissär des Eisackkreises (Sitz Brixen)
- Freiherr Johann Georg von Aretin, September 1808 – April 1809, im April 1809 von den Tirolern gefangen genommen und nach Ungarn deportiert, danach Privatmann

Bayr. General-Kommissär des Etschkreises (Sitz Trient)
- Johann Graf von Welsberg (1765–1840), 1808 – August 1809, wurde 1809 nach Ungarn deportiert, am 17. August 1809 nach Passau gebracht und freigelassen

Der Etschkreis wird 1810 dem Königreich Italien zugeschlagen.
Bayr. Hof-Kommissär für den Inn-, Eisack- und Etsch-Kreis
- Aloys Franz Xaver Maximilian Franz de Paula Graf Rechberg und Rothenlöwen (1766–1849), 8. August 1809 – 14. August 1809
- Friedrich Karl Graf Thürheim (1763–1832), 15. November 1809 – 31. Oktober 1810

Bayr. General-Gouverneur in dem Inn- und Salzachkreise (Sitz Innsbruck)
- Ludwig von Bayern (1786–1868), 1. November 1810 – 9. Oktober 1811

Österr. Einrichtungs-Hofkommissär in Tirol und Vorarlberg
- Anton Leopold Ritter von Roschmann-Hörburg (1777–1830), 26. Juni 1814 – 30. April 1815, seit der Rückeroberung 1813 bereits Zivilkommissar des italienischen und illyrischen Teils von Tirol; musste nach Bekanntwerdens seines Verrats an dem Alpenbund am 1. Februar 1813 an Metternich zurücktreten.

## Gouverneur und Landeshauptmann, Landespräsident im Kronland Tirol (1815 bis 1848)

### Gouverneur und Landeshauptmann im Kronland Tirol (1815 bis 1848)
Gouverneur von Tirol und Vorarlberg und ab 1816 auch Landeshauptmann
- Ferdinand Graf von Bissingen (1749–1831), 1. Mai 1815 – Oktober 1819, ab 1816 auch Landeshauptmann
- Karl Graf von Chotek (1783–1868), Oktober 1819 – Mai 1825
- Friedrich Graf von Wilczek (1790–1861), Mai 1825 – 20. Juli 1837 (Mai bis Oktober 1825 als provisorischer? Gouverneur)
- Robert Freiherr von Benz, (Ritter von Albkron, seit 1838 Freiherr, 1780–1849), 20. Juli 1837 – 31. März 1841 als Landespräsidiumsverweser und Landeshauptmannstellvertreter[19]
- Clemens Franz Graf und Landgraf zu Brandis (1798–1863), 28. Januar 1841 – 17. Juli 1848, als Landeshauptmann trat er schon am 30. April 1848 zurück
- Robert Freiherr von Benz (1780–1849), 17. Juli 1848 – 7. Januar 1849, als Vertreter, den Landtag leitete aber Leopold Graf von Wolkenstein-Trostburg

### Landespräsident 1848
- Leopold Graf von Wolkenstein-Trostburg (1800–1882), 16. Juni 1848 – Februar 1852, als Präsident des Tiroler Landtages gewählt, Februar 1852 gemeinsam mit Schuler zurückgetreten. 1860 bis 1861 Landeshauptmann

Stellvertreter
- Johann Schuler 16. Juni 1848 – Februar 1852 als Vizepräsident

## Statthalter (Landeschef) von Tirol und Vorarlberg (1848 bis 1861)
Verwaltungsreform 1849 nach der Revolution: Aufhebung der Grundherrschaften, Ende der ständischen Verfassung, Neugestaltung der politischen Verwaltung und der Gerichte (46 gemischte Bezirksämter ohne Trennung von Verwaltung und Justiz, in dieser Zeit auch Entstehung der Ortsgemeinden).
Landeschef, ab 1. Jänner 1850 als Statthalter
- Cajetan Alexander Graf von Bissingen und Nippenburg (1806–1890), 6. Januar 1849 – 18. August 1855, ab 1848?, ab 1852 auch Landeshauptmann
- Karl Ludwig von Österreich Erzherzog Carl Ludwig (1833–1896), 26. September 1855 – 19. Juli 1861

## Landeschefs, Landeshauptmänner im Kronland Tirol (1861 bis 1918)
1861 erhielt das Kronland Tirol im Rahmen der neuen Verfassung wieder einen Landtag. Dieser wurde Ende März 1861 gewählt und am 6. April 1861? konstituiert.
1867 wurde das Kaisertum Österreich nach dem Ausgleich in die Doppelmonarchie Österreich-Ungarn umgewandelt. Landesgeschichtlich spielte das nur insofern eine Rolle, als Tirol nun zum Teilstaat Cisleithanien, den im Reichsrat vertretenen Königreichen und Ländern, ab 1915 zu den österreichischen Ländern gehörte.
Gemäß der Verfassung ernannte der Kaiser für jedes Kronland einen Landeschef, in den meisten Kronländern, so auch in Tirol, weiterhin mit dem Titel k.k. Statthalter, dieser fungierte als Vertreter des Kaisers als Landesherr und der k.k. Regierung in Wien.
Weiter ernannte der Kaiser als Landesherr ein Mitglied des Landtages zum Landeshauptmann mit der Funktion Landtagsvorsitzender und Vorsitzender des Exekutivausschusses des Landtags namens Landesausschuss. Für das Kronland Vorarlberg gab es einen eigenen Landeshauptmann, der in gesamtstaatlichen Angelegenheiten dem Statthalter für Tirol und Vorarlberg unterstellt war.

### Statthalter (Landeschef) von Tirol und Vorarlberg (1861 bis 1918)
- Karl Johann Prinz von Lobkowitz (1814–1879), 24. Juli 1861 – 25. Oktober 1866
- Georg von Toggenburg Georg Otto Ritter von Toggenburg (1810–1888), 6. Dezember 1866 – 21. Februar 1868
- Josef Lasser von Zollheim Josef Anton Freiherr Lasser von Zollheim (1814–1879), 3. März 1868 – 14. Oktober 1870
- Kaspar von Lodron-Laterano (1815–1895), 20. Oktober 1870 – Mai 1871
- Eduard Graf Taaffe (1833–1895), 30. Mai 1871 – 7. März 1879
- Bohuslav von Widmann (1836–1911), seit 27. Juni 1881 Freiherr, 20. September 1879 – 2. Juli 1890
- Franz von Merveldt Franz Karl Graf von Merveldt (1844–1916), 7. Juli 1890 – 13. Dezember 1901
- Erwin von Schwartzenau (1858–1926), Frhr., 21. Dezember 1901 – 26. März 1906
- Markus von Spiegelfeld (1858–1943), 19. März 1906 – 7. April 1913
- Friedrich von Toggenburg Friedrich Graf von Toggenburg (1866–1956), 7. April 1913 – Juli 1917
- Rudolf von Meran (1872–1959), 8. November 1917 – 12. November 1918

### Leitende Hofräte oder Statthalter-Stellvertreter (1861 bis 1918)
Stellvertreter oder sehr kurz amtierende Statthalter
- Lothar Graf von Terlago (?), 18. August 1855 – 26. September 1855
- Karl Graf Coronini-Cronberg (1818–1910), 25. Oktober 1866 – 31. Dezember 1866
- Alfons von Klinkowström, 21. Februar 1866 – 3. März 1868
- Alois Freiherr von Ceschi a Santa Croce (1825–1905), 14. Oktober 1870 – 20. Oktober 1870[21]
- Johann von Vorhauser (1811–1890), Mai 1871 – 30. Mai 1871 Bauinspektor, auch kurz Februar–März 1879
- Viktor von Puthon (1842–1919), 2. Juli 1890 – 7. Juli 1890
- Benedict Ritter von Hebenstreit (1840–1904), 13. Dezember 1901 – 21. Dezember 1901
- Markus von Spiegelfeld (1858–1943), 19. März 1906 – 4. September 1907 als Vertreter
- Adolf Freiherr von Rungg (1858–1944), 5. April 1913 – Ende April 1913 als Vertreter
- Georg Pockels (1864–1953), Juli 1917 – 8. November 1917

### Landeshauptmann des Kronlandes Tirol (1860 bis 1918)
- Leopold Graf von Wolkenstein-Trostburg (1800–1882), 27. November 1860 – 9. März 1861
- Hieronymus von Klebelsberg zu Thumburg (1800–1862), 22. März 1861 – 26. Februar 1862
- Johann Kiechl (1804–1893), 26. Februar 1862 – 22. Dezember 1866
- Johann Haßlwanter (1805–1869), 15. Februar 1867 – 15. Juni 1869
- Eduard von Grebmer zu Wolfsthurn (1821–1875), 29. Juli 1869 – August 1871
- Franz Rapp von Heidenburg (1823–1889), Ritter seit 1871, 14. September 1871 – 11. April 1877
- Wilhelm von Bossi-Fedrigotti von Belmonte (1823–1905), 11. April 1877 – 8. Juli 1881
- Franz Rapp von Heidenburg (1823–1889), seit 1883 Freiherr, 29. Juli 1881 – 19. September 1889
- Anton Graf von Brandis (1832–1907), 30. September 1889 – 25. April 1904
- Theodor von Kathrein, seit 1910 Freiherr von (1842–1916), 27. August 1904 – 2. Oktober 1916 /1. Okt
- Ämilian Schöpfer (1858–1936), 4. Oktober 1916 – 2. Juli 1917, Mai 1917 als kommissarischer LH
- Josef Schraffl (1855–1922), 2. Juni 1917 – Oktober 1918?, dann in 1. Republik bis 1921

## Landeshauptmann des Bundeslandes Tirol, Erste Republik und Ständestaat (1918 bis 1938)
Tirol hat ab 1918 (endgültig ab 16. Juli 1920) neue Grenzen, Südtirol gehört seither zu Italien.
Am 30. Oktober 1918 wurde der Staat Deutschösterreich als Republik gegründet. Im Zusammenhang mit dem Friedensvertrag änderte er seinen Namen am 21. Oktober 1919 in Republik Österreich.
Die in der Monarchie geteilte Landesführung und -verwaltung wurde im von 1920 an föderal organisierten Österreich abgeschafft:

Der Begriff Landeshauptmann in seinem heutigen Bedeutungsumfang besteht seit 10. November 1920. Die österreichische Bundesverfassung räumt dabei dem Landeshauptmann eine besondere Stellung ein: als Vorsitzender der vom Landtag gewählten Landesregierung und formales Oberhaupt des Landes innerhalb der föderalen Verfassungsgestaltung – und gleichzeitig als Bundesorgan, in der mittelbaren Bundesverwaltung dem jeweiligen Bundesminister gegenüber verantwortlich und daher vom Bundespräsidenten angelobt. Demnach ist er der wichtigste Vertreter der Staatsgewalt auf Landesebene.
Die Republik wurde 1934 in den Bundesstaat Österreich (den Ständestaat) umgewandelt. Die Landesordnungen blieben davon weitgehend unberührt, doch wurden bis 1945 keine demokratischen Wahlen mehr vorgenommen.
- Josef Schraffl (1855–1922), 30. Oktober 1918 – 6. Juni 1921
- Franz Stumpf (1876–1935), 7. Juni 1921 – 28. Februar 1935
- Josef Schumacher (1894–1971), 21. März 1935 – 12. März 1938

## Reichsstatthalter und Gauleiter des Reichsgaues Tirol-Vorarlberg (1938 bis 1945)
seit 1938 Gauleiter und ab 1. September 1940 auch Reichsstatthalter des Reichsgaues Tirol-Vorarlberg ohne Osttirol, das Teil des Reichsgaues Kärnten wurde.
- Edmund Christoph (1901–1961), 13. März 1938 – 24. Mai 1938 als kommissarischer Landeshauptmann
- Franz Hofer (1902–1975), 24. Mai 1938 – 3. Mai 1945, ab 1. Sept. 1940 Reichsstatthalter

## Hochkommissare der Besatzungszone in Tirol (1945 bis 1955)
Der Hochkommissar der Alliierten Kontrollkommission für Österreich war im besetzten Nachkriegsösterreich nach 1945 der Militärgouverneur der vier jeweiligen Besatzungszonen.

### Hochkommissare der französischen Besatzungszone in Tirol (1945 bis 1955)
In Tirol und Vorarlberg war dies bis 1950 der Französische Kommandant in Österreich und Hochkommissar, danach der Hochkommissar und Botschafter (in Österreich). Osttirol gehörte von 1945 bis 1947 zur britischen Besatzungszone.
- Antoine Béthouart (1889–1982), Juli 1945 – 30. September 1950 General der Infanterie,
- Jean Payart (1892–1969), Oktober 1950 – September 1954
- Jean Michel Henri Chauvel (1897–1979), Oktober 1954 – Februar 1955
- Roger Lalouette (1904–1980), Februar 1955 – Juni 1955 als Stellvertreter
- François Seydoux de Clausonne (1905–1981), 3. Juni 1955 – 27. Juli 1955

### Hochkommissare der britischen Besatzungszone in Osttirol (1945 bis 1947)
In Osttirol war dies bis 1947 der Oberkommandierende der British Forces in Austria und Hochkommissar.
- Sir Richard McCreery (1898–1967), Juli 1945 – März 1946, Generalleutnant
- Sir James Stuart Steele (1894–1975), März 1946 – Oktober 1947, Generalleutnant
- Sir Alexander Galloway (1895–1977), Oktober 1947 – (Oktober 1950), Generalmajor

## Landeshauptmann des Bundeslandes Tirol, Zweite Republik (seit 1945)
Seit der Wiederherstellung der Republik im April / Mai 1945 spricht man von der Zweiten Republik.
Auch die österreichischen Bundesländer wurden in ihren Grenzen vor der NS-Diktatur wiederhergestellt und unterstanden jeweils einem Hochkommissar der Alliierten Kontrollkommission für Österreich. Tirol (und Vorarlberg) gehörte zur Französischen Besatzungszone.
Anfangs noch als provisorische Regierung durch Vereinbarung von SPÖ, ÖVP und KPÖ mit Zustimmung der Sowjetunion installiert, bereitete das Kabinett Renner für Herbst 1945 freie Wahlen auch für die Landtage vor, durch die gewählte Parlamente auf Bundes- und Landesebene zustande kamen. 1955 endete die Besatzungszeit.
1995 trat Österreich der Europäischen Union bei, wodurch sich in der Hierarchie der Rechtsordnung über der Landesgesetzgebung nunmehr zwei Ebenen befinden: die Bundesgesetzgebung und die Gesetzgebung der EU, die bei Landesentscheidungen zu beachten sind.
- Karl Gruber (1909–1995), 4. Mai 1945 – 20. Oktober 1945 (ab 23. Mai 1945 von der US-Besatzung eingesetzt, davor „provisorischer Landeshauptmann“)
- Alfons Weißgatterer (1898–1951), 20. Oktober 1945 – 31. Januar 1951
- Alois Grauß (1890–1957), 27. Februar 1951 – 12. November 1957
- Hans Tschiggfrey (1904–1963), 12. November 1957 – 30. Juni 1963
- Eduard Wallnöfer (1913–1989), 30. Juni 1963 – 2. März 1987
- Alois Partl (1929– ), 5. März 1987 – 24. September 1993
- Wendelin Weingartner (1937– ), 24. September 1993 – 26. Oktober 2002
- Herwig van Staa (1942– ), 26. Oktober 2002 – 1. Juli 2008
- Günther Platter (1954– ), 1. Juli 2008 – 25. Oktober 2022
- Anton Mattle (1963– ), 25. Oktober 2022 – heute